# Galizierimporten
Galizierimporten är en benämning för anställning av utländska, fattiga och lågavlönade säsongsarbetare till sockerbetsskörden i Sverige i början av 1900-talet. Många, men inte alla, säsongsarbetare kom från Galizien i södra Polen, och därför kallades de galizier. Betodlingen, som framförallt skedde i Skåne, krävde i vissa moment mycket arbetskraft. Därför rekryterades säsongsarbetare, lokalt och även längre bortifrån, från Blekinge och Småland. År 1904 rekryterades även de första utländska arbetare av Helsingborgs Sockerfabrik AB. Arbetskraftimporten ökade under åren innan första världskriget omfattade den ca. 2000 personer årligen, främst kvinnor. Importen översteg dock aldrig en tiondel av arbetskraften i betskötseln. Även i kaolinbruket i Bromölla anlitades galizier. De första kom 1903, och var då 60 stycken, och de skulle efter några år uppgå till 180 stycken. Rekryteringen upphörde i och med första världskriget. Runt 400 galizier stannade dock kvar i Sverige.
Fenomenet var inte unikt för Sverige, även i Danmark och framförallt Tyskland anlitades fattiga jordbruksarbetare från Polen och Östeuropa som säsongsarbetare.
Galizierna användes också som strejkbrytare, vilket väckte ilska hos Lantarbetarförbundet och arbetarrörelsen, inte sällan med nationalistiska undertoner. Denna ilska riktades både mot arbetsgivarna och mot galizierna. Arbetsgivarna anklagades för att ha förrått landet och tagit det ifrån de arbetande svenskarna. I synnerhet när galizierna togs in som strejkbrytare förargade det arbetarna. Tidningen Arbetet beskrev galizierna som "främmande inkräktare i landets modernäring". Vid ett möte 1904 anordnat av den socialdemokratiska ungdomsklubben i Malmö uttryckte den blivande ministern Värner Rydén att galizierna befann sig på en "lägre moralnivå" och framförde att man borde förena sig om "om att köra galizierna ur landet och fordra: Sverge åt svenskarna!" Även Per Albin Hansson fördömde galizierna som förrädare.Bara en liten del av galizierna var dock strejkbrytare, och vissa organiserade sig också själva. Därför har även bilden av galizierna som ett hot mot arbetarrörlsen ifrågasatts.
Galizierna figurerar också Ivar Lo-Johanssons novellsamling Statarna i novellerna Galizierna, Toffelpågen och Polska hästen. Novellerna utspelar sig i samband med lantarbetarstrejker i Skåne 1907-1909 där galizierna har använts som strejkbrytare. I de två första novellerna så vräks även statarna för att deras bostäder ska gå till galizierna. Inspiration kan ha hämtats från en konflikt vid Trolle-Ljungby. Galizierna skildras som jordproletärer vars liv genomsyrades av fattigdom och elände, men Lo-Johansson ger även talrum åt det förakt mot galizierna som var vanliga i befolkningen. Speciellt i Polska hästen uttrycks stataren Vångs illvilja mot galizierna och bringar honom i konflikt med galiziern Brokov.